# ستيفان كونغ
ستيفان كونغ (بالإنجليزية: Stefan Küng) مواليد 16 نوفمبر 1993 في ويل، كانتون سانت غالن، هو دراج سويسري.

## سجل النتائج

### سباقات أو مراحل فاز بها
| التاريخ        | السباق                                                                | المركز                                         |
| -------------- | --------------------------------------------------------------------- | ---------------------------------------------- |
| 01 أبريل 2013  | جيرو ديل بلفيدير 2013                                                 |                                                |
| 15 سبتمبر 2013 | 2013 Chrono Champenois Masculin International                         |                                                |
| 30 مارس 2014   | تور دو نورماندي 2014                                                  |                                                |
| 25 يونيو 2014  | 2014 Switzerland National Road Cycling Championships - Men ITT        |                                                |
| 11 يوليو 2014  | سباق الزمن للرجال - بطولة أوروبا للدراجات 2014                        |                                                |
| 13 يوليو 2014  | سباق الطريق لأقل من سنة للرجال - بطولة أوروبا للدراجات 2014           |                                                |
| 22 سبتمبر 2014 | سباق الزمن تحت 23 سنة في بطولة العالم 2014                            |                                                |
| 01 يناير 2015  | 2015 UCI Track Cycling World Championships – men's individual pursuit |                                                |
| 01 يناير 2015  | 2015 UEC European Track Championships – men's individual pursuit      |                                                |
| 04 أبريل 2015  | فولتا ليمبورغ الكلاسيكي 2015                                          | الأول في التصنيف العام                         |
| 31 مارس 2016   | ثلاثة أيام من دي بان 2016                                             | السابع في التصنيف العام                        |
| 30 أبريل 2017  | طواف روماندي 2017                                                     | الأول في تصنيف النقاط                          |
| 22 يونيو 2017  | سباق الطريق ضد الساعة للرجال في بطولة سويسرا 2017                     |                                                |
| 25 يونيو 2017  | بطولة سويسرا لسباق الدراجات على الطريق 2017                           |                                                |
| 27 يونيو 2018  | سباق الطريق ضد الساعة للرجال في بطولة سويسرا 2018                     |                                                |
| 26 يونيو 2019  | سباق الطريق ضد الساعة للرجال في بطولة سويسرا 2019                     |                                                |
| 15 سبتمبر 2019 | طواف دوبس 2019                                                        | الأول في التصنيف العام                         |
| 12 يوليو 2020  | سباق الطريق ضد الساعة للرجال في بطولة سويسرا 2020                     |                                                |
| 24 أغسطس 2020  | سباق الزمن لنخبة الرجال في بطولة أوروبا 2020                          |                                                |
| 31 أكتوبر 2020 | سباق الطريق للرجال في بطولة سويسرا 2020                               |                                                |
| 18 أبريل 2021  | فولتا فالنسيا 2021                                                    | الأول في التصنيف العام، الثاني في تصنيف النقاط |
| 16 يونيو 2021  | سباق الطريق ضد الساعة للرجال في بطولة سويسرا 2021                     |                                                |
| 09 سبتمبر 2021 | سباق الزمن لنخبة الرجال في بطولة أوروبا 2021                          | الأول في التصنيف العام                         |
| 17 أكتوبر 2021 | 2021 Chrono des Nations                                               |                                                |
| 26 أغسطس 2022  | تور دو بويتو-شارنتيس 2021                                             |                                                |
| 16 أكتوبر 2022 | 2022 Chrono des Nations                                               |                                                |
| 17 سبتمبر 2023 | أوكولو سلوفينسكا 2023                                                 |                                                |
| 20 يونيو 2024  | 2024 Switzerland National Road Cycling Championships - Men ITT        |                                                |
| 13 أكتوبر 2024 | 2024 Chrono des Nations                                               |                                                |

## الميداليات
| الميدالية | المسابقة                                    |
| --------- | ------------------------------------------- |
| ذهبية     | بطولة العالم للدراجات على المضمار 2015      |
| فضية      | بطولة العالم للدراجات على المضمار 2014      |
| برونزية   | بطولة العالم للدراجات على المضمار 2013      |
| ذهبية     | بطولة العالم لسباق الدراجات على الطريق 2015 |

## روابط خارجية
- ستيفان كونغ على موقع ميوزك برينز (الإنجليزية)

- ستيفان كونغ على موقع الاتحاد الدولي للدراجات (الإنجليزية)
- ستيفان كونغ على موقع أرشيف الدراجات (الإنجليزية)
- ستيفان كونغ على موقع إحصائيات الدراجات الإحترافية (الإنجليزية)
- ستيفان كونغ على موقع نسبة الدراجات (الإنجليزية)
- ستيفان كونغ على موقع CycleBase (الإنجليزية)
- ستيفان كونغ على موقع أوليمبيديا (الإنجليزية)
- BMC Racing team profile نسخة محفوظة 10 يناير 2015 على موقع واي باك مشين.